# Кердонийци
Кердонийците са гностическа секта, основана от Кердо, сириец, дошъл в Рим около 137 г., който отхвърлил всички книги от Стария Завет и не подкрепял Новия, а само част от Евангелието на Лука и не признавал възкресението на тялото, а само на душата. Кердонийците държали на това, че има две първи каузи — съвършеното добро и съвършеното зло. Според тях Злото е създателят на света, Бог на Евреите и автор на Стария Завет. За тях Иисус Христос е син на друг, добър и непознат Бог; той бил изпратен в света, за да се опълчи на Злото; смятали, че неговото въплъщение, следователно и неговите страдания, са били просто привидност. По отношение на тялото, като произведение на злото божество, кердонийците формирали морална система, отличаваща се с голяма суровост, забранявайки брака, виното и яденето на месо, проповядвайки постене и други аскетизми.